# USS Vicksburg (CG-69)
Pour les autres navires du même nom, voir USS Vicksburg.
L'USS Vicksburg (CG-69) est un croiseur lance-missiles de classe Ticonderoga en service dans l'US Navy. Il est affecté au Carrier Strike Group 12.
Il est mis sur cale au chantier naval Ingalls de Pascagoula dans l'État du Mississippi (États-Unis) le 30 mai 1990. Il est lancé le 7 septembre 1991, parrainé par Mme Tricia Lott, femme du sénateur Trent Lott, et admis au service actif le 14 novembre 1992. Le CG-69 est le cinquième navire  de l'US Navy à porter le nom de cette ville de l'État de Mississippi.
Le Vicksburg s'appelait à l'origine Port Royal, mais son nom a été changé pendant sa construction. Il est le seul navire de la classe à avoir officiellement changé de nom. Le CG-73 a ensuite été nommé Port Royal. 
Le précédent Vicksburg était un croiseur léger de classe Cleveland entré en service pendant la Seconde Guerre mondiale. Sur son insigne figure deux étoiles sur une banderole dans le bec de l'aigle représentant les deux battle stars attribuées à son prédécesseur.

## Historique
Pour sa croisière inaugurale, le Vicksburg est affecté au groupe de combat de l'USS Saratoga, stationné au large des côtes du Monténégro. Le croiseur participe aux opérations Deny Flight et Provide Promise, servant de plate-forme de commandement et de contrôle de l’espace aérien. En mai 1994, le Vicksburg prend part à l'exercice "Dynamic Impact 94" de l'OTAN en Méditerranée occidentale et, en août 1994, rejoint l'opération Able Vigil, en aidant à intercepter les migrants cubains traversant le détroit de Floride.
En mars 2003, il est affecté au 2e escadron de destroyers. Le 16 février 2007, le Vicksburg est décoré du prix "Battle E" 2006. Il fit ensuite partie du 12e Carrier Strike Group, dirigé jusqu'en décembre 2012 par l'USS Enterprise.

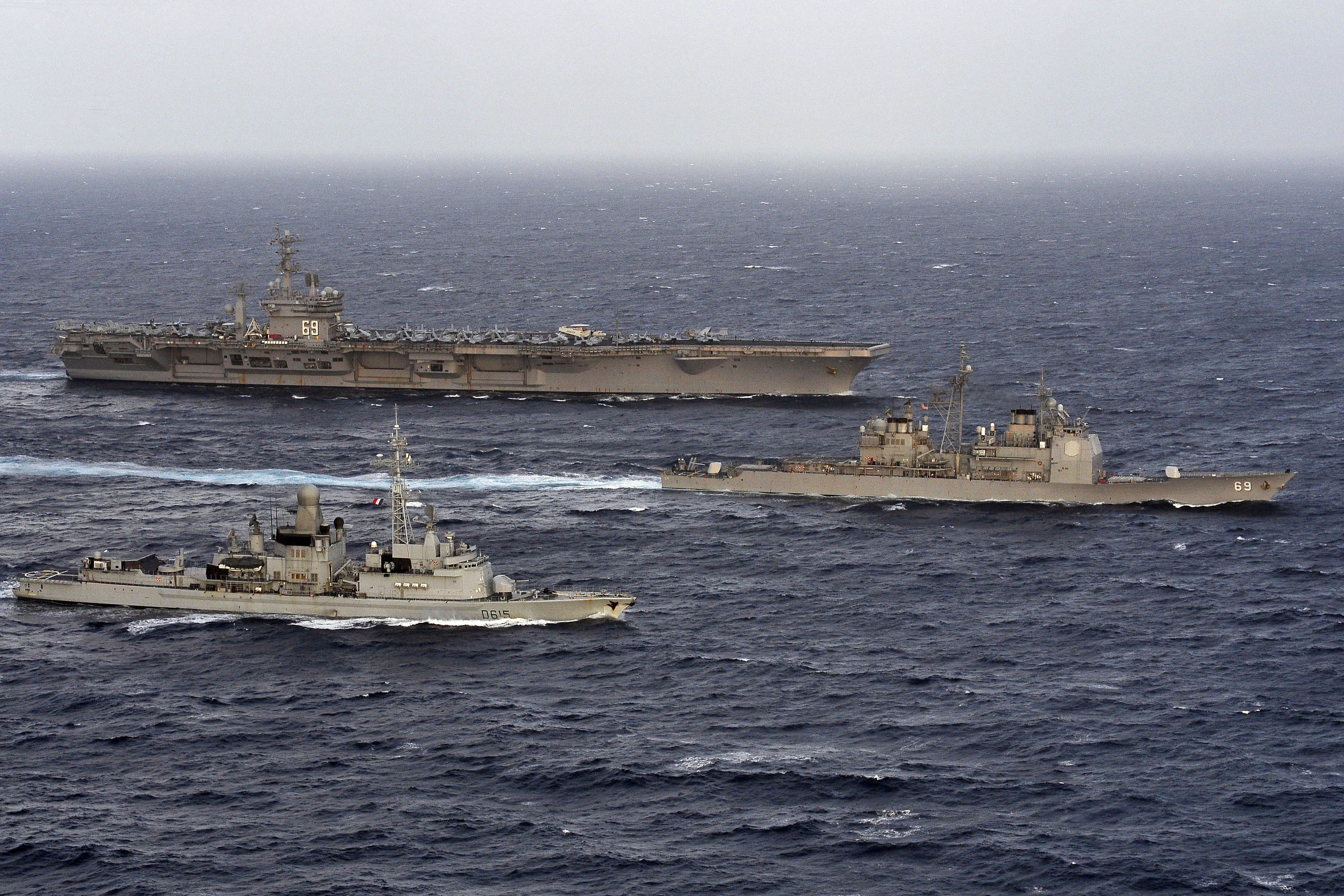
Le porte-avions (en haut), l'USS Vicksburg (au centre) et la frégate française Jean Bart transitant à travers la Méditerranée (12 mars 2009).

La marine américaine prévoyait de mettre le Vicksburg et huit autres croiseurs de la classe Ticonderoga à la retraite au cours de l’année 2013, conformément aux réductions budgétaires du département de la Défense des États-Unis. Le navire devait être désarmé le 31 mars 2013. Le secrétaire à la Défense des États-Unis n'a pas soutenu le maintien des navires dans la flotte active. Le résultat final sera déterminé par le projet de loi de défense définitif pour l'année 2013 négocié avec le Sénat des États-Unis. Le Vicksburg et deux autres croiseurs de la classe ont finalement été retenus en vertu de la National Defense Authorization Act de l'année 2013.
En 2014, le croiseur participe à « Joint Warrior 14-2 », un exercice multinational mené par le Royaume-Uni dans les eaux côtières britanniques. La formation visait à fournir aux forces alliées un environnement multi-guerres pour se préparer aux futurs opérations mondiales. Le 4 décembre 2014, il appareille de la base navale de Mayport pour remplacer l'USS Leyte Gulf en tant que vaisseau amiral du Standing NATO Maritime Group 2 et pour soutenir les efforts de coopération en matière de sécurité dans les théâtres en Europe. En mai 2015, les navires NCSM Fredericton et Vicksburg ont effectué un échange temporaire de personnel pour offrir aux forces de l’OTAN des occasions de perfectionnement professionnel à bord des navires de différents pays alliés.
En mars 2017, L'US Navy attribua à BAE Systems un contrat de 42,9 millions de dollars pour la modernisation de l'USS Vicksburg. La valeur du contrat attribué à titre concurrentiel pourrait atteindre 45,9 millions de dollars si toutes les options sont exercées. Les travaux devraient commencer en avril et se terminer en septembre au chantier naval de la société à Norfolk, en Virginie.
Le Vicksburg est le deuxième croiseur lance-missiles guidé basé sur la côte Est à faire l'objet de travaux de réparation et de remise à niveau importants dans le cadre du programme de modernisation à long terme de la marine pour les croiseurs.

## Dans la culture populaire
- Le Vicksburg occupe une place de choix dans le thriller naval de 2012, Fire of the Raging Dragon, de Don Brown.